# Ken Middleham
Kenneth Lee Middleham (* 12. Mai 1927 in Riverside, Kalifornien; † 23. Mai 2001 ebenda) war ein US-amerikanischer Kameramann, der sich auf die Zeitlupen-/Zeitrafferfotografie von Insekten, Vögeln und Pflanzen spezialisiert hatte.

## Leben
Bis 1945 besuchte Kenneth „Ken“ Middleham er die Polly High School in Riverside, 1949 machte er am Riverside City College seinen Abschluss in Bakteriologie. Bis 1952 studierte er Fotografie an der Art Center School of Photography in Los Angeles. Bis 1972 war er Leiter der fotografischen Abteilung der University of California in Riverside. Danach machte er sich als freischaffender Kameramann selbstständig. Schon vor 1972 war er an diversen Dokumentarfilmen für National Geographic beteiligt, so z. B. 1966 bei The Hidden World of Insects. Über National Geographic lernte er den Produzenten David L. Wolper kennen, 1971 kam es so zu der Zusammenarbeit für den oscarprämierten Dokumentarfilm Die Hellstrom-Chronik. 1974 leitete er die Insektensequenzen in Saul Bass’ Phase IV. Ende der 1970er Jahre beendete er seine Arbeit für Hollywood und die Werbeindustrie und zog sich in sein Haus in der Two Trees Road in Riverside zurück. Dort im Keller baute er sich sein eigenes Studio auf und widmete sich der Spezialfotografie von Insekten, Vögeln und Pflanzen aus seiner näheren Umgebung. Unter anderem hatte er dort mehrere selbst konstruierte Roboterkameras im Einsatz, um Zeitrafferaufnahmen zu erstellen. Ken Middleham starb am 23. Mai 2001 an Hautkrebs.

## Filmografie

### Lehrfilme (Auswahl)
- Battle of the Bugs
- Black Widow Spider
- A Night out with Mr. Toad
- Life Cycle of the Monarch

### National Geographic
- Animals and Amphibians
- The Hidden World of Insects
- Secret Life of 118 Greenstreet

### Spielfilme
- 1971: Die Hellstrom-Chronik (Hellstrom Chronicle), mit Helmuth Barth, Walon Green und Vilis Lapenieks – Regie: Walon Green mit Ed Spiegel (Regie Insektensequenzen)
- 1974: Phase IV – Regie: Saul Bass (Insektensequenzen)
- 1974: Die Paarungen der Tiere (Birds Do It, Bees Do It) – Regie: Nicolas Noxon, Irwin Rosten (zusätzlicher Fotograf)
- 1975: Feuerkäfer (Bug) – Regie: Jeannot Szwarc (Regie Insektensequenzen)
- 1977: Straße der Verdammnis (Damnation Alley) – Regie: Jack Smight (Miniaturfotografie)
- 1978: In der Glut des Südens (Days of Heaven) – Regie: Terrence Malick (Zeitrafferaufnahmen)